# ماکوف (ناحیه بلانسکو)
ماکوف (به چکی: Makov) یک منطقهٔ مسکونی در جمهوری چک است که در ناحیه بلانسکو واقع شده‌است. ماکوف ۲٫۵۳ کیلومتر مربع مساحت و ۵۰ نفر جمعیت دارد و ۵۳۰ متر بالاتر از سطح دریا واقع شده‌است.